# Lissonotus
Lissonotus is een kevergeslacht uit de familie van de boktorren (Cerambycidae). De wetenschappelijke naam van het geslacht werd voor het eerst geldig gepubliceerd in 1817 door Dalman.

## Soorten
Lissonotus omvat de volgende soorten:
- Lissonotus andalgalensis Bruch, 1908
- Lissonotus biguttatus (Dalman, 1817)
- Lissonotus bisignatus Dupont, 1836
- Lissonotus clavicornis (Olivier, 1790)
- Lissonotus confinis Aurivillius, 1915
- Lissonotus corallinus Dupont, 1836
- Lissonotus cruciatus Dupont, 1836
- Lissonotus ephippiatus Bates, 1870
- Lissonotus equestris (Fabricius, 1787)
- Lissonotus fallax Bates, 1870
- Lissonotus flabellicornis (Germar, 1824)
- Lissonotus flavocinctus Dupont, 1836
- Lissonotus kuaiuba Martins & Galileo, 2004
- Lissonotus nigrofasciatus Aurivillius, 1925
- Lissonotus princeps Bates, 1870
- Lissonotus rubidus White, 1853
- Lissonotus rubripes Tippmann, 1960
- Lissonotus rugosus Fuchs, 1958
- Lissonotus scapularis (Olivier, 1795)
- Lissonotus simplex Bates, 1870
- Lissonotus spadiceus Dalman, 1823
- Lissonotus unifasciatus Gory, 1831
- Lissonotus zellibori Tippmann, 1953